# Vịnh Riga

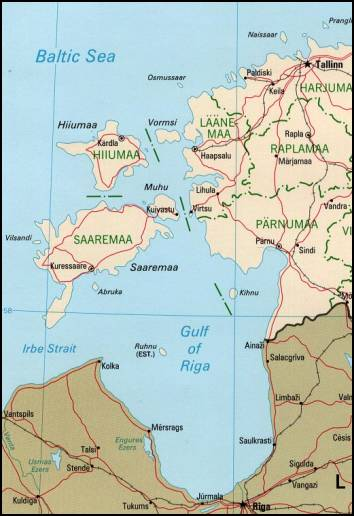
Vịnh Riga

Vịnh Riga là một vịnh thuộc Biển Baltic, giữa các nước Latvia và Estonia.
Vịnh này có chiều dài 145 km, chiều rộng từ 72 tới 130 km, chiều sâu tối đa là 54 m. Tổng diện tích của vịnh này là khoảng 18.000 km².
Các đảo Saaremaa và Hiiumaa ngăn cách một phần vịnh này với Biển Baltic. Lối ra chính của vịnh là Eo biển Irbe. Đảo Ruhnu ở giữa vịnh, thuộc về Estonia.
Các thành phố chính trên bờ vịnh này là Riga, Jūrmala của Latvia, Pärnu của Estonia và Kuressaare của đảo Saaremaa.
Các sông chính chảy vào vịnh Riga là Daugava, Pärnu, Lielupe, Gauja và sông Salaca.